# ムアンアーントーン郡
座標: 北緯14度35分19秒 東経100度27分12秒 / 北緯14.58861度 東経100.45333度
ムアンアーントーン郡（ムアンアーントーンぐん）はタイ中部・アーントーン県にある郡（アムプー）である。アーントーン県の県庁所在地（ムアン）でもある。

## 名称
アーントーンとは「金の瓶」という意味である。

## 歴史
昔はムアン郡と呼ばれていた。このムアン郡の市庁舎はチャオプラヤー西岸のタムボン・バーンヘーのワット・チャイソンクラームの向かいに一時的にたてられた。
ラーマ2世は1813年、官吏のチャオプラヤー・アパイプートーンに、バーンケーオ運河を年中航行可能にさせるためのチャオプラヤー川の工事を命じた。しかし、このプロジェクトは失敗した。このため、市庁舎はチャオプラヤー東岸のバーンケーオ運河の河口に移転した。
1900年、ラーマ5世（チュラーロンコーン）がボートでこの郡を通過した。このとき、ラーマ5世は、ワット・ポートーンという寺院を改修し、ワット・アーントーンいう名称に改名し、西洋風の建物を持つ学校を建設している。
1926年郡庁舎から郡役所が分離し、郡庁舎の300メートルほど南に移転した。そして、所在地にあわせ郡もバーンケーオと命名した。その後1938年に政府はムアンアーントーン郡と命名した。

## 地理
チャイプラヤー川沿いにある。
交通は、国道32号線、311号線が南北に通っており、それぞれ北にシンブリー方面、南にアユタヤ方面とつうじている。国道350号線が西に延びており、スパンブリー方面と通じている。また、国道3267号線が東に延びており、タールア方面に延びている。

## 経済
郡内の主な産業は農業であり、主な産物は米である。

## 行政区分
郡内は14のタムボンに分かれ、さらにその下位に81の村（ムーバーン）が存在する。自治体が設置されており以下のようになっている。
- テーサバーンムアン・アーントーン・・・タムボン・タラートルワン、バーンケーオの全体および、タムボン・サーラーデーン、バーンヘー、バーンイット、ポーサ、ヤーンスーの一部

また郡内には10のタムボン行政体が設置されている。以下は郡内のタムボンの一覧である。
1. タムボン・タラートルワン・・・ตำบลตลาดหลวง
2. タムボン・バーンケーオ・・・ตำบลบางแก้ว
3. タムボン・サーラーデーン・・・ตำบลศาลาแดง
4. タムボン・パーギウ・・・ตำบลป่างิ้ว
5. タムボン・バーンヘー・・・ตำบลบ้านแห
6. タムボン・タラートクルワット・・・ตำบลตลาดกรวด
7. タムボン・マハートタイ・・・ตำบลมหาดไทย
8. タムボン・バーンイット・・・ตำบลบ้านอิฐ
9. タムボン・フワパイ・・・ตำบลหัวไผ่
10. タムボン・チャムパーロー・・・ตำบลจำปาหล่อ
11. タムボン・ポーサ・・・ตำบลโพสะ
12. タムボン・バーンリー・・・ตำบลบ้านรี
13. タムボン・クローンウワ・・・ตำบลคลองวัว
14. タムボン・ヤーンスー・・・ตำบลย่านซื่อ